# Octavie Charles Paul Séailles
Pour les articles homonymes, voir Séailles (homonymie).
Octavie Charles Paul Séailles, née Marie Virginie Octavie Paul, le 14 janvier 1855 à Douai et morte le 3 décembre 1944 à Barbizon, est une artiste peintre et graveuse française.

## Biographie

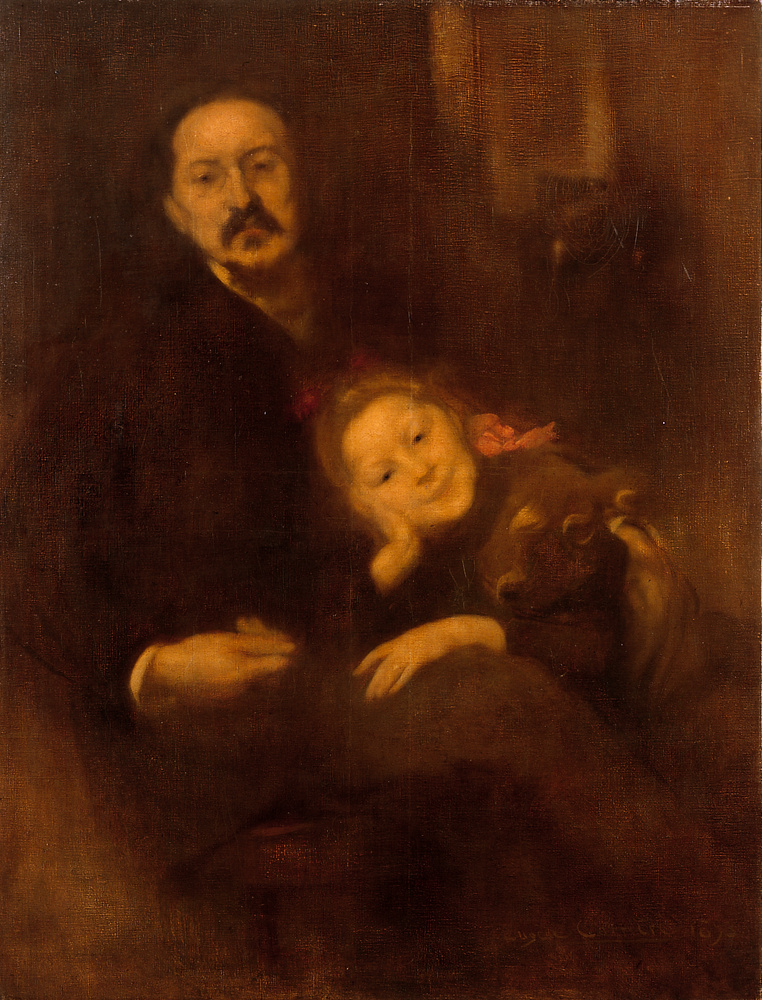
Eugène Carrière, Séailles et sa fille Andrée (1893), musée d'art moderne et contemporain de Strasbourg.

Elle inclut « Charles Paul » dans sa signature en hommage à son père. Amie et élève d'Eugène Carrière (1849-1906) et de Philippe Parrot (1831-1894), elle reçoit également les conseils de Jean-Jacques Henner. Elle se fait remarquer par ses portraits, qu'elle exécute au crayon ou au fusain.
Elle est la mère d'un premier enfant, Charles Paix-Séailles. Elle épouse le 10 juin 1882 l'historien de la philosophie Gabriel Séailles (1852-1922), avec qui elle fait construire à Barbizon leur villa « Les Alouettes » l'année de la naissance de leur fils Jean Charles (1883-1967). Ils ont également deux filles : Marguerite et Andrée, surnommée « Céline » (1891-1980), qui deviendra artiste peintre. Cette maison située au no 4 de la rue Antoine Barye est devenu un hôtel-restaurant qui a conservé le nom de la villa.
Elle devient sociétaire du Salon d'automne en 1905 et expose la même année au Salon des indépendants.
Elle repose depuis 1944, au cimetière de Barbizon, aux côtés de son époux.

## Œuvres dans les collections publiques
- Barbizon :
  - mairie.
  - musée départemental de l'École de Barbizon : neuf esquisses des rues de Chailly-en-Bière et Barbizon.
- Lille, palais des beaux-arts :
  - Barbizon, huile sur carton[5] ;
  - Femme du peuple, 1909, huile sur carton[6] ;
  - Les Gorges d'Apremont, huile sur carton[7].

## Estampes
- Misère sociale de la femme, d'après les écrivains et artistes du XVIIe au XXe siècle, Paris, Devambez, 1910

## Expositions
- 1974, Paris, galerie Weil.
- Du 4 juin au 14 août 2006, Barbizon, atelier de Théodore Rousseau, « Eugène Carrière - Gabriel Séailles, échanges philosophiques et artistiques sur l'art du paysage », exposition pour le centenaire de la mort d'Eugène Carrière, avec trente paysages de Charles Paul Séailles, une dizaine de dessins et vingt paysages de sa fille Andrée.